# Castello di Guermantes
Il castello di Guermantes è un castello situato nel nord della Francia (Seine-et-Marne) a 2 km da Eurodisney.

## Construzione e stato
La costruzione del castello fu intrapresa da Claude Viole la cui famiglia possedeva il feudo di "Le Chemin" fin dalla metà del sedicesimo secolo. La proprietà fu acquistata da Paulin Pondre (1650-1723) nel 1698. Pondre, che ristrutturò l'edificio, fu uno dei finanzieri più eminenti del regno di Luigi XIV e il castello divenne luogo di memorabili feste. La famiglia Pondre mantenne il possesso della magione fino al 1929.
Il castello è posto al centro di un vasto parco ed è stato costruito in mattoni e pietra con tetti spioventi in ardesia. Il mobilio originale è andato perduto ma rimangono ancora le boiseries originali del diciassettesimo e diciottesimo secolo. Attualmente la proprietà è adibita ad ospitare eventi e riunioni aziendali.

## Abitazione di John Law
Il famoso economista e biscazziere John Law comprò il castello nel 1719 per 800 000 Livres ma poté godere della proprietà per pochi mesi. In seguito ai rovesci della sua impresa economica dovette prima scappare da Parigi a Guermande e successivamente fuggire dalla Francia (dicembre 1720).

## Uso come ambientazione di film
Il castello è stato utilizzato per ambientarvi i film Cartouche (1962) di Philippe de Broca , Moonraker (1979), Danton di Andrzej Wajda, Amadeus (1984) di Miloš Forman e Le relazioni pericolose (1988) di Stephen Frears.
Il castello non è aperto al pubblico.